# Stazione di Udine
La stazione di Udine è la principale stazione ferroviaria presente a Udine, ed è capolinea di quattro linee nazionali, la Tarvisio-Udine, la Udine-Cervignano, la Udine-Trieste e la Udine-Venezia, a cui si aggiunge la linea regionale Udine-Cividale.

## Storia
Il movimento ferroviario nell'ambito della stazione è gestito, dal 2000, da Rete Ferroviaria Italiana.
Nel 2005 l'area commerciale del fabbricato viaggiatori è stata ristrutturata a cura di Centostazioni.

## Strutture e impianti

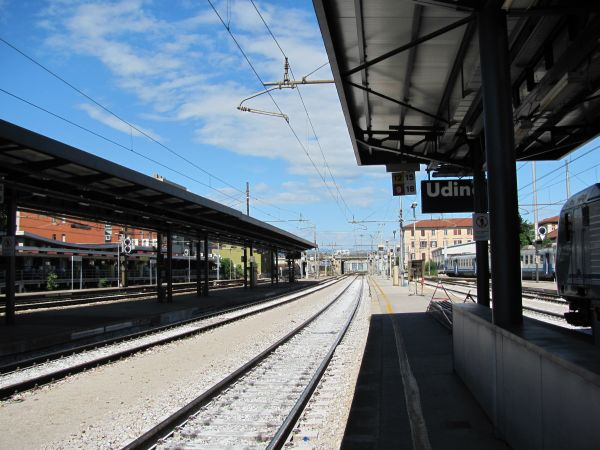
I binari

La stazione è dotata di un grande fabbricato viaggiatori che ospita servizi tra cui biglietteria, un'edicola, bar, banca, cappella cattolica, farmacia, alcuni negozi e la sede della polizia ferroviaria. Inoltre, vi sono uffici di Trenitalia e la dirigenza del movimento. Un tempo vi aveva sede anche un comando militare.
Il piazzale è composto di 7 binari per il servizio passeggeri (numerati da 1 ad 8), più alcuni binari ad uso esclusivo di movimentazione merci, manovra, sosta e deposito, compreso il binario numero 2, non dotato di marciapiede. La stazione era dotata fino al 1º dicembre 2008 di deposito locomotive e di officine.

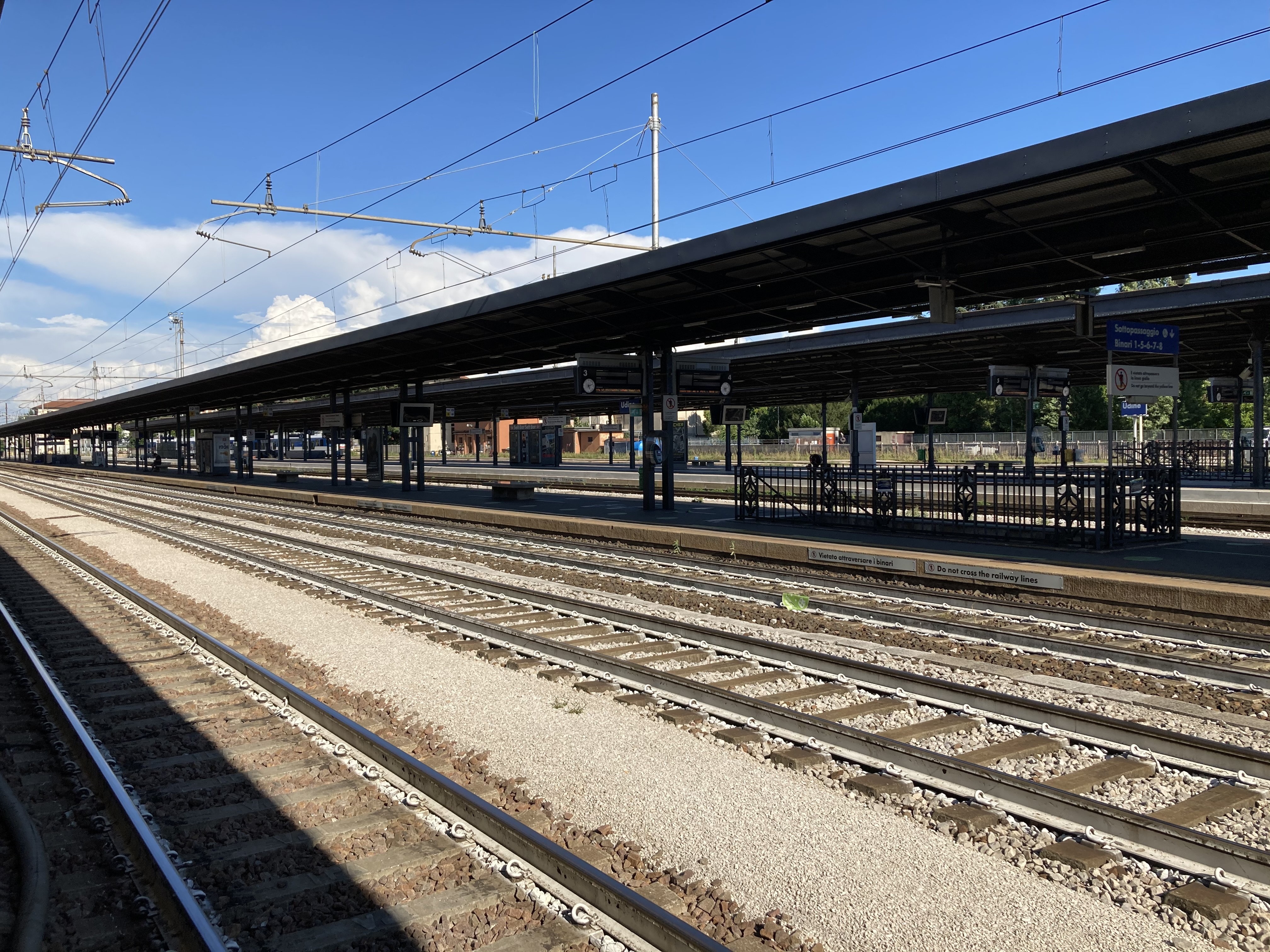
La Stazione di Udine con vista dal binario 1

La stazione è sempre presenziata.

## Movimento
Il movimento passeggeri è di circa 7 600 000 di persone all'anno, che fanno sì che la stazione di Udine sia la prima stazione in Friuli-Venezia Giulia per numero di passeggeri, la 6ª del Nord Est e la 27ª a livello nazionale.
La Stazione di Udine è servita dai  treni regionali e regionali veloci gestiti da Trenitalia e ferrovie Udine-Cividale (FUC). La stazione è servita anche da una coppia di InterCity Notte da e per Roma. Inoltre è servita dai treni Frecciarossa da e per Milano e da e per Napoli. Ci sono anche 2 coppie di treni Italo (una da e per Napoli e l'altra da e per Milano), due coppie di EuroCity da e per la Stazione di Vienna Centrale e una coppia di Euronight sempre da e per Vienna, svolte da Trenord.

## Servizi
La stazione dispone di:
- Biglietteria a sportello
- Biglietteria automatica
- Sala d'attesa
- Servizi igienici
- Posto di Polizia ferroviaria

## Interscambi

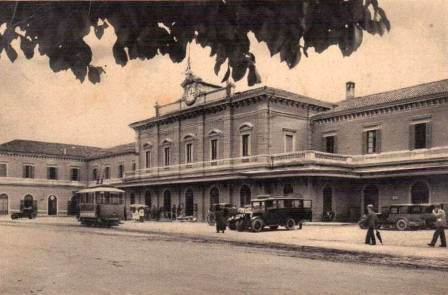
Il piazzale antistante la stazione con il capolinea dei tram, in una cartolina d'epoca

Nel piazzale esterno della stazione transitano le autourbane di Udine, mentre distante poche centinaia di metri si trova l'autostazione, raggiungibile direttamente attraverso un sottopassaggio, dove fanno capolinea le linee interurbane. Nel piazzale della stazione è disponibile anche il servizio taxi.
Nella prima metà del Novecento di fronte alla stazione era presente anche il capolinea della tranvia Udine-San Daniele, e della tranvia elettrica Udine-Tarcento, chiuse rispettivamente nel 1955 e 1959.
- Fermata autobus
- Stazione taxi